# Інго фон Коллані
Інго фон Коллані (нім. Ingo von Collani; 24 вересня 1900, Кольберг — 14 грудня 1969, Люнебург) — німецький воєначальник, генерал-майор вермахту. Кавалер Німецького хреста в сріблі.

## Біографія
Син оберстлейтенанта Прусської армії Ервіна фон Коллані (26 грудня 1873 — 2 червня 1922), кавалера ордена Pour le Mérite. Молодший брат оберста Тассіло фон Коллані.
4 червня 1918 року вступив в Прусську армію. Учасник Першої світової війни. Після демобілізації армії залишений в рейхсвері. З 10 листопада 1938 року — 1-й офіцер Генштабу 1-ї кавалерійської бригади, з 1 листопада 1940 року — 12-ї піхотної дивізії. З 24 грудня 1942 року — начальник Генштабу групи «Гене», з 15 лютого по 1943 по 1 листопада 1944 року — головнокомандувача військами в Данії, одночасно протягом восьми тижнів командував 712-м піхотним полком. З 21 листопада по 19 грудня 1944 року пройшов курс командира дивізії. З 25 грудня 1944 по 1 травня 1945 року — командир 218-ї піхотної дивізії. 10 травня взятий в полон радянськими військами в Курляндії. 16 січня 1956 року звільнений.

## Звання
- Фанен-юнкер (4 червня 1918)
- Фанен-юнкер-єфрейтор (12 березня 1919)
- Фанен-юнкер-унтерофіцер (11 вересня 1919)
- Фенріх (1 січня 1921)
- Оберфенріх (1 листопада 1921)
- Лейтенант (1 квітня 1922)
- Оберлейтенант (1 лютого 1927)
- Ротмістр (1 квітня 1934)
- Майор (1 серпня 1938)
- Оберстлейтенант (1 грудня 1940)
- Оберст (1 червня 1942)
- Генерал-майор (1 листопада 1944)

## Нагороди
- Почесний хрест ветерана війни з мечами (1934)
- Медаль «За вислугу років у Вермахті» 4-го, 3-го і 2-го класу (18 років)
- Залізний хрест
  - 2-го класу (19 вересня 1939)
  - 1-го класу (20 жовтня 1939)
- Медаль «У пам'ять 22 березня 1939 року» (19 грудня 1939)
- Медаль «За зимову кампанію на Сході 1941/42» (16 липня 1942)
- Хрест Воєнних заслуг
  - 2-го класу з мечами (1 вересня 1943)
  - 1-го класу з мечами (1944)
- Дем'янський щит (31 грудня 1943)
- Німецький хрест в сріблі (15 грудня 1944)
- Нарукавна стрічка «Курляндія»